# Miguelanxo Prado
Miguelanxo Prado   (la Corunya, 16 de juliol de 1958) és un il·lustrador i autor de còmic gallec.

## Biografia
Fill d'un gran amant de la lectura, des de ben menut Miguelanxo va estar en contacte amb els llibres. Els llibres d'historieta eren, doncs, un altre element més del seu voltant. Amant del dibuix des de ben menut, Miguelanxo va començar a publicar els seus primers treballs artístics mentre estudiava arquitectura.
Per la qualitat del seu treball, prompte va començar a publicar en revistes de renom: Creepy, Comix Internacional, Cimoc o El Jueves, on publicava la sèrie Quotidiania Delirante. Tanmateix, el seu treball més conegut, Traç de guix, va ser publicat a la revista A Suivre de França, amb el nom de Trait de craie, obra que també es publicà a Espanya amb el nom de Trazo de tiza a Cimoc. Aquest treball li va valdre el reconeixement internacional, així com el premi de millor còmic estranger al Festival del Còmic d'Angulema. Per encàrrec del Colexio Oficial de Arquitectos de Galicia, va crear A mansión dos Pampín com a material de treball en el projecte Proxectoterra, que va guanyar els premis a la Millor obra d'autor espanyol i millor guió al Saló Internacional del Còmic de Barcelona de 2005, i també ha guanyat el Gran premi del Saló del còmic de Barcelona de 2007.

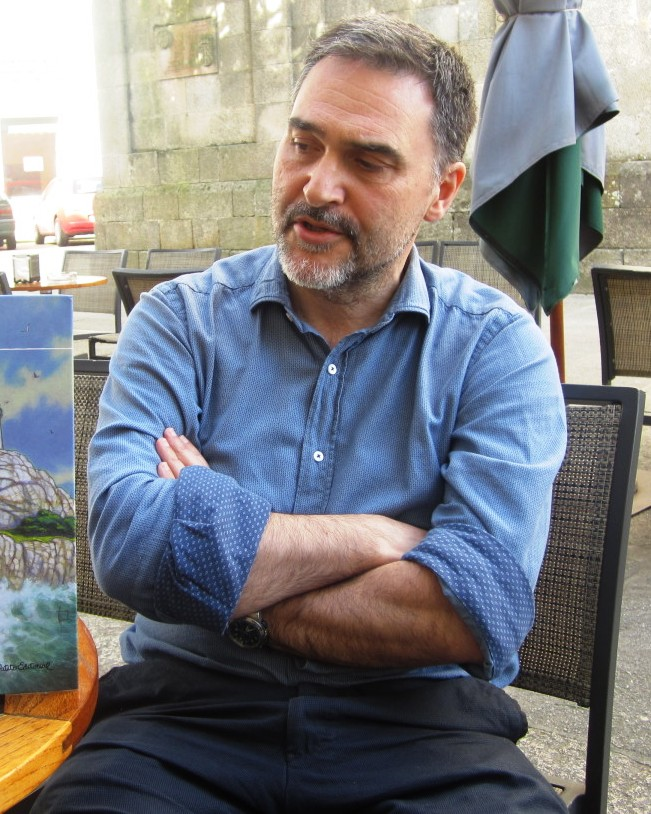
Miguelanxo Prado intervistat en 2012.

Al camp audiovisual, Miguelanxo Prado va dissenyar la mascota del programa infantil Xabarín Club de la Televisión de Galicia, i també va treballar com a cap de dibuixants de la sèrie Men in Black de Dreamworks durant quatre temporades, entre 1997 i 2001, basada en la pel·lícula homònima. El 2007 es va presentar el seu llargmetratge d'animació De profundis.
Actualment, i des de 1998 és director de Viñetas desde o Atlántico, un saló de còmic de la seua ciutat natal.

## Obra

### Còmic
- Fragmentos de la enciclopedia délfica (1982-1983), Toutain Editor (1985) i Norma Editorial (1996).
- Stratos (1984-1985), Toutain Editor (1987) i Norma Editorial (1996).
- Crónicas Incongruentes (1985-1986), Norma Editorial (1988 i 2003).
- Manuel Montano (1988), Norma Editorial (1989 i posteriorment com a Manuel Montano. El manantial de la noche).
- Páxinas crepusculares: Historias inducidas (Diputación Provincial de La Coruña) (1993)
- Quotidianía Delirante (1983, 1988, 1990 i 1996), El Jueves (1983) i Norma Editorial (1997).
- Quotidianía Delirante 2 (1983 i 2000), El Jueves (1983) i Norma Editorial (2000).
- Quotidianía Delirante (1983, 1988, 1990 i 1996 i 2000), integral Norma Editorial (2003).
- Tangencias (1987-1996), Norma Editorial (1995).
- Trazo de tiza (1993), Norma Editorial (1993), publicat en català per Glénat (2008) (ISBN 978-84-8357-472-0) i reeditat amb material extra per Norma Editorial (2012).
- Pedro y el lobo (1997), Norma Editorial (1997) (ISBN 84-7904-489-6).
- The heart of a star, a The Sandman: Endless Nights (2003) amb guió de Neil Gaiman,[6] (en castellà The sandman; noches eternas Norma Editorial (2004) (ISBN 84-8431-912-1).
- A Mansión dos Pampín (2005), Norma Editorial (2005) (ISBN 84-96415-87-2).
- De Profundis (2007), Norma Editorial (2007) (ISBN 978-84-9847-406-0) i Edició Col·leccionista Llibre + 2 DVDs (ISBN 978-84-9847-407-7).
- Belo Horizonte (2009), Norma Editorial (2009) (ISBN 978-84-9814-630-1).
- Los compañeros. La orden de la piedra (1980-1981), La voz de Galicia (1980-1981), recopilació per El Patito Editorial (2009).
- Papeles dispersos (2009), Norma Editorial (2009) (ISBN 978-84-9847-943-0).
- Ardalén (2012), Norma Editorial en castellà (ISBN 978-84-679-0998-2), El patito editorial en gallec
- Presas fáciles (2016) (ISBN 978-84-679-2360-5) (Norma Editorial)
- El pacto del Letargo (2020) (ISBN: 978-84-679-4125-8) (Norma Editorial)

### Il·lustració
- Bala Perdida (1996) (ISBN 84-204-5699-3) (Alfaguara)

### Cinema
- De Profundis (2007).

## Premis
- Premi Diario de Avisos a la millor obra gràfica (Santa Cruz de Tenerife 1984).
- Premi Semana de la Historieta de Madrid al millor llibre de l'any 1986.
- Premi Génie de la Convenció de Paris en 1988.
- Premi Saló Internacional del còmic de Porto, 1988.
- Premi al millor llibre de l'any Charleroi 1988.
- Premi Buenaventura, Treviso Comics, Treviso 1989.
- Premi del Saló Internacional del Còmic de Barcelona a la millor obra de 1989 per Quotidiania Delirante.
- Premi Simão, Porto 1989.
- Premi al millor autor del Saló Internacional de Grenoble 1990.
- Premi Grand Prix des Alpages del Saló Internacional de Sierre 1990.
- Premi Philip Morris del Saló Internacional del Llibre de Ginebra 1990.
- Premi Max und Moritz del Saló Internacional del còmic (Alemanya, 1990).
- Premi l'Alph’Art al millor llibre estranger Festival del Còmic d'Angulema 1991.
- Premi Asociación Nacional de Ilustradores (Madrid, 1992).
- Premi al millor autor estranger del Saló del còmic de Xile 1992.
- Premi de la Crítica (Artes), Fundación da Crítica Galega (Vigo, 1993).
- Premi al millor llibre de l'any del Saló del còmic (França, 1993).
- Premi de l'Associació de Llibreters Especialitzats de França al millor llibre de l'any 1993.
- Premi Diario de Avisos a la millor obra gràfica (Santa Cruz de Tenerife, 1993).
- Premi Diario de Avisos al millor guió (Santa Cruz de Tenerife, 1993).
- Premi Ourense de còmic per tota la seva trajectòria 1993.
- Premi l'Alph-art al millor àlbum estranger del Festival del Còmic d'Angulema, per Traç de guix 1994.
- Premi del Saló Internacional del Còmic de Barcelona a la millor obra de 1994 per Traç de guix.
- Premi Especial del Jurat del Festival Internacional de Sierre 1994.
- Premi al millor guió del Festival de Coxyde 1994.
- Premi d'Honor de l'Ajuntament d'Amadora del Festival d'Amadora 1994.
- Premi de la crítica al millor guió (Austria, 1994).
- Premi de la crítica al millor llibre de l'any (Austria, 1994).
- Premi Fernández Latorre (La Corunya, 1996).
- Premi d'Honor al millor llibre estranger del Festival d'Amadora.
- Premi Còmic Boum (XVIII edició, Blois, França, 2001).
- Premi al millor autor complet del Saló del Cómic de Granada 2002.
- Premi Eisner a la millor antologia 2004.
- Premi a la millor obra d'autor espanyol al Saló Internacional del Còmic de Barcelona de 2005 per La mansión de los Pampín.
- Premi al millor guió al Saló Internacional del Còmic de Barcelona de 2005 per A mansión dos Pampín.
- Gran Premi del Saló del Còmic de Barcelona 2007.
- Premi Fervenzas Literarias al millor il·lustrador de 2012.
- Premi Fervenzas Literarias al millor Còmic de 2012, per Ardalén.
- Premi del Saló Internacional del Còmic de Barcelona a la millor obra de 2013 per Ardalén.
- Premio Nacional de Cómic de 2013 per Ardalén[5]